# 絶壁頭
絶壁頭（ぜっぺきあたま、英：flat head）とは、後頭部の曲率半径が減少している状態を指す慣用表現。単に「絶壁」と呼称することもある。正式名称は「後頭部扁平（こうとうぶへんぺい、英：flat occiput）」であるが、短頭症と混淆されているため、専門家の間でもあまり使用されていない。位置的頭蓋変形症の1種である。

## 隣接概念との関係
隣接概念と混乱して用いられることがある。

### 「短頭症」との関係
絶壁頭を指して短頭症と呼称することがある。これは、絶壁頭が短頭症に併発することが多く、絶壁頭と短頭症とが区別されていないことが原因である。実際、日本の専門家でも、絶壁頭を指して短頭症と称することが多い。ただし、両者は区別すべきだとされている。

### 「短頭型」との関係
頭型の1つである短頭型を指して絶壁頭と呼称することがある。これは、頭型と頭蓋変形が区別されていないことに起因する誤りである。実際、長頭型にも絶壁頭はある。

### 「斜頭症」との関係
右斜頭の指して「右後頭部の絶壁頭」などと呼称することがあるが、この場合の「絶壁頭」は斜頭症をも含んだ概念である。英米でも、絶壁頭や短頭症や斜頭症などの総称として「絶壁頭症候群（flat head syndrome）」という慣用表現が使われている。

## 沿革
欧米と日本では、沿革に大きな違いがある。

### 欧米
欧米では、うつ伏せ寝が乳幼児突然死症候群の危険因子であることが判明したため、うつ伏せ寝の文化から仰向け寝の文化へと一大転換が図られた。しかし、その結果として乳幼児の頭蓋変形が飛躍的に増加し、頭蓋変形に対する医学的な研究が発展するとともに社会的な意識も高まった。そこで、「頭の形は親の責任（plagiocephaly is the parents' fault）」という考え方が広まりつつある。

### 日本
他方、日本では、そもそも仰向け寝の文化であったことに加えて、下記のような誤解が蔓延しているため、頭蓋変形に対する意識が高まらず、現在に至っている。
- 「頭の形は遺伝で決まる」という誤解
- 「頭の歪みは自然に治る」という誤解
- 「いびつ頭は健康に影響しない」という誤解

## 疫学

### 日本
日本では、調査・研究されてはいないため、不明である。ただ、日本は欧米ほど頭蓋変形に対する意識が高くないため、欧米よりも多いと考えられる。

### アメリカ
アメリカでは、1歳未満の乳児の16～48％に位置的頭蓋変形がみられた。

## 診断
まずは、頭蓋骨縫合早期癒合症の診断を行う。
頭蓋変形に該当するかどうかは、頭長幅指数（英：cephalic index）によって診断する。

## 原因
絶壁頭は、胎児期や乳児期に頭蓋へ外圧が加えられることによって発症する。

### 出生前
- 骨盤位（いわゆる逆子）[10]
- 横位
- 多胎
- 児童の骨盤腔内への早期下降

### 出生時
- 産道を通る際の外圧
- 吸引分娩
- 鉗子分娩

### 出生後
- 仰向け寝[1][2]
これが絶壁頭の主原因である。
- 向き癖
- ベビーカーやベビーシート
そのため、ベビーカーやベビーシートに乗せる時間を減らすよう勧告されており、代わりに抱っこ紐が推奨されている。どうしてもベビーカーやベビーシートに乗せるのであれば、巻いたタオルや枕を使うことが望ましい。
- 頭部の打撲

## 健康への影響

### 発達遅滞
発達遅滞（英：developmental delay）を生じさせる可能性がある。厚生労働省の医療ニーズの高い医療機器等の早期導入に関する検討会においても以下のように記載されている。

### 頭痛
頭痛を発症する可能性がある。

### 乱視
乱視を発症する可能性がある。

### 顎関節症
顎関節症（英：Temporomandibular joint disorder）を発症する可能性がある。

### 斜頸
二次的斜頸（英：Torticollis）を発症する可能性がある。

### 脊柱側彎症
脊柱側彎症（英：Scoliosis）を発症する可能性がある。

## 外見への影響

### 顔面変形
位置的頭蓋変形症は顔面変形を伴うので、『位置的頭蓋顔面変形症』と呼称されることもある。絶壁頭は、平坦な顔になりやすい。

### 歯列異常
歯列異常を発症する可能性がある。絶壁頭は、歯間が空きやすい（いわゆる「すきっ歯」）。

## 日常生活への影響
自転車用のヘルメットが合わなかったり、眼鏡が斜めになる。

## 予防
以下のような予防法がある。

### タミータイム
タミータイム（英：tummy time）とは、乳幼児が起きているときに、保護者などの厳重な監督のもとで、乳幼児を腹ばいにして過ごさせる方法のこと。

### 体位変換法（リポジショニング）
体位変換法（英：repositioning）とは、乳幼児の頭の同じ位置ばかりが下に来ないように、乳幼児の体位を変える方法のこと。
治療法としても有効である。

## 治療
治療が必要である。厚生労働省の医療ニーズの高い医療機器等の早期導入に関する検討会においても以下のように記載されている。

### ヘルメット治療
頭蓋形状矯正ヘルメット（一般的名称コード：62265003）で矯正治療を行うのが一般的である。ヘルメット治療については、厚生労働省の医療ニーズの高い医療機器等の早期導入に関する検討会において以下のように記載されている。
治療できるのは定頸する生後3カ月から大泉門が閉鎖する生後18カ月までとされている。至適開始時期については、生後5～6カ月といわれている。治療開始後に、医師が主導となって健診やヘルメット調整を行う場合と、技師（義肢装具士）が主導となってヘルメット調整を行う場合とに分かれる。
国産第一号:アイメット(Aimet)、大学病院取扱数国内一位：クルム(Qurum)などがある。
日本で流通しているヘルメットは以下の通り。
- アイメット（英: Aimet）[18]
- クルム (英: Qurum)[19]
- ベビーバンド（英：babyband）[20]
- スターバンド（英：STARband）[21]
- ミシガン頭蓋形状矯正ヘルメット（ミシガン大学式頭蓋形状誘導ヘルメット、英：Michigan Cranial Reshaping Orthosis）[7]
- アイメット・ネオ（英：Aimet Neo）[22]

以上のどのヘルメットでも医療費控除を受けることができる。

### 民間療法
上記の通りヘルメットによる治療が可能な期間は限定的であり、現在のところ他に医学的な治療法はないため、ヘルメットによる治療可能期間を過ぎてしまうとカイロプラクティックや整体などの民間療法に頼らざるをえないのが現状である。

## 註釈
1. 1 2 3 4 5   Elements of morphology: Standard terminology for the head and face doi:10.1002/ajmg.a.32612
2. 1 2 3 4 5  日本小児遺伝学会「国際基準に基づく小奇形アトラス 形態異常の記載法 ―写真と用語の解説」
3. ↑  たとえば、高槻病院 赤ちゃんの頭の形外来
4. 1 2  Laughlin, J.; Luerssen, T. G.; Dias, M. S.; Committee On Practice Ambulatory Medicine (2011). "Prevention and Management of Positional Skull Deformities in Infants". Pediatrics. 128 (6): 1236–41. doi:10.1542/peds.2011-2220. PMID 22123884.
5. ↑  “Plagiocephaly and brachycephaly (flat head syndrome)” - NHS choices（イギリス国民保健サービス）
6. ↑  たとえば、Is plagiocephaly the parents fault? - BabyCenter
7. 1 2  第２２回　医療ニーズの高い医療機器等の早期導入に関する検討会について - 厚生労働省
8. ↑  PMID 18678803
9. ↑  Choices, NHS. "Plagiocephaly and brachycephaly (flat head syndrome) - NHS Choices". www.nhs.uk. Retrieved 2016-05-30.
10. ↑  三宅裕治「新生児の頭蓋変形と骨盤位の関係」
11. ↑  PMID 16222180
12. 1 2 3 4 5  医院紹介 - AHS Japan
13. ↑  Binkiewicz-Glińska A, Mianowska A, Sokołów M, Reńska A, Ruckeman-Dziurdzińska K, Bakuła S, Kozłowska E“Early diagnosis and treatment of children with skull deformations. The challenge of modern medicine.”PMID 28216483
14. ↑  藍原康雄「乳幼児における位置的頭蓋顔面変形症に対するMolding Helmet治療の有用性」（医学のあゆみ 243(10): 916 -917 2012）
15. ↑  阪下和美『正常ですで終わらせない！子どものヘルス・スーパービジョン』（東京医学社、2017/4/15、ISBN 978-4885632761）pp89‐90。
16. ↑  Cleveland Clinic（クリーブランド・クリニック）"Repositioning Techniques for Infants"
17. ↑  https://www.accessdata.fda.gov/cdrh_docs/pdf13/K133397.pdf
18. ↑  日本生まれの完全オーダーメイドなヘルメット アイメット - アイメット(Aimet)
19. ↑  赤ちゃんの未来まで｜日本製頭蓋矯正ヘルメット クルム - クルム(Qurum）-
20. ↑  “赤ちゃんの頭の形を治療する頭蓋形状矯正ヘルメット ベビーバンド”. ベビーバンド(babyband) - 頭蓋形状矯正ヘルメット. 2022年12月10日閲覧。
21. ↑  スターバンド - AHS Japan
22. ↑  アイメット・ネオ